# マーシャ・ストラスマン
マーシャ・ストラスマン（Marcia Strassman,  1948年4月28日 - 2014年10月24日）は、アメリカ合衆国の女優。

## 来歴
1948年、ニューヨーク州ニューヨーク市に生まれる。その後、ニュージャージー州で育ち、子供洋品店の広告の子供モデルとして登場した経験がある。15際のころに『Best Foot Forward』の演目でオフ・ブロードウェイデビュー。その後も舞台でキャリアを構築させていき、1964年に『パティ・ドューク・ショー』でテレビデビュー。特にアメリカ国内で注目されたのは1975年に出演した青春ドラマ『Welcome Back, Kotter』への出演。同作品では主役のジュリー・コッターを演じ、レギュラーキャストとして93エピソードに出演している。70年代以降も様々なテレビドラマや映画へ出演し、ファンを獲得していった。日本では1989年に公開された『ミクロキッズ』で、リック・モラニス演じる主人公の妻役、そして6mmに縮小されてしまう子供たちの母親役で知られている。同作品の続編『ジャイアント・ベビー』でも、同役で続投した。最近ではテレビアニメの声優なども行っており、幅広い分野で活動を続けていた。

### 私生活
1983年に脚本家でディレクターのRobert Collectorと結婚。一児の母親となるが、1989年に離婚している。
2014年10月24日、乳がんのため逝去。66歳没。

## 出演作品

### 映画
- 青春の光と影 Changes (1969)
- Wednesday Night Out (1972)
- Journey from Darkness (1975) ※テレビ映画
- 大陰謀! 密林の恐怖の呪い Brenda Starr (1976)
- The Love Boat II (1976)
- Once Upon a Family (1980) ※テレビ映画
- Brave New World (1980) ※テレビ映画
- Likely Stories, Vol. 1 (1981)
- Soup For One/スープ・フォー・ワン Soup for One (1982)
- アビエイター The Aviator (1985)
- Haunted by Her Past (1987)
- ミクロキッズ Honey, I Shrunk the Kids (1989)
- ニューマン And You Thought Your Parents Were Weird (1991)
- ジャイアント・ベビー Honey I Blew Up the Kid (1992)
- マスターゲート Mastergate (1992)
- 張り込みプラス Another Stakeout (1993)
- Family Reunion: A Relative Nightmare (1995)
- Cops n Roberts (1995)
- ロックフォードの事件メモ/ 帰ってきた名探偵 The Rockford Files: Friends and Foul Play (1996) ※テレビ映画
- Earth Minus Zero (1996)
- アルティメット・ストーム Gale Force (2002)
- L.A.大震災 Power Play (2003)
- リーカー 地獄のモーテル Reeker (2005)
- Looking for Mr. Right (2014)

### テレビドラマ
- The Patty Duke Show (1964, 1965)
- 鬼警部アイアンサイド Ironside (1967)
- マッシュ M*A*S*H (1972 - 1973)
- Love Story (1973)
- ポリス・ストーリー Police Story (1974)
- ドクター・ウェルビー Marcus Welby, M.D. (1974)
- Welcome Back, Kotter (1975 - 1979)
- シティ・オブ・エンジェル City of Angels (1976)
- ラブ・ボート The Love Boat (1978)
- ファンタジー・アイランド Fantasy Island (1978)
- Time Express (1979)
- ロックフォードの事件メモ The Rockford Files (1979)
- Good Time Harry (1980)
- 私立探偵マグナム Magnum, P.I. (1982)
- At Ease (1983)
- E/R (1984)
- Shadow Chasers (1985)
- 世にも不思議なアメージング・ストーリー Amazing Stories (1987)
- I Married Dora (1987)
- TV 101 (1989)
- Booker (1989 - 1990)
- Civil Wars (1992)
- Sweet Justice (1995)
- Touched by an Angel (1995)
- Charlie Grace (1995)
- Crazy Love (1995)
- ジェシカおばさんの事件簿 Murder, She Wrote (1986)
- ハイランダー Highlander (1996)
- L.A. Heat (1997)
- Tracey Takes On... (1997)
- ベイウォッチ Baywatch (1997)
- Odd Man Out (1999)
- Noah Knows Best (2000)
- プロビデンス Providence (2001 -2002)
- トレマーズ・ザ・シリーズ Tremors (2003)
- サード・ウォッチ Third Watch (2004)
- Twenty Good Years (2006)

### テレビアニメ
- ラグラッツ Rugrats (1997)
- ぎゃあ!!!リアル・モンスターズ Aaahh!!! Real Monsters (1994 - 1997)